# Anioł Pitou
Anioł Pitou – powieść historyczna Aleksandra Dumasa (ojca), stanowiąca trzecią część słynnego cyklu Pamiętniki lekarza (Mémoires d'un médecin). Losy tytułowego bohatera, młodego wieśniaka, przeplatają się z wybuchem Wielkiej Rewolucji Francuskiej, w której bohater bierze czynnie udział. Ponadto kontynuowane są losy bohaterów z powieści Józef Balsamo i Naszyjnik królowej.

## Postaci fikcyjne
Honoriusz Gilbert – doktor i filozof, uczestnik rewolucji amerykańskiej, uczeń Józefa Balsama
Sebastian Gilbert – syn Honoriusza i Andrei de Taverney, hrabiny de Charny
Ludwik Billot – gospodarz z Villers Cotterêts, w powieści główny sprawca zdobycia Bastylii
Katarzyna Billot – jego córka
hrabina de Charny – Andrea de Taverney, żona Oliwiera de Charny, matka Seastiana Gilberta
Oliwer de Charny – hrabia, kochanek królowej, który aby ratować jej honor poślubił Andreę de Taverney
Jerzy de Charny – baron, brat Oliwera, żołnierz gwardii przybocznej, zginął 6 października 1789.

## Postaci historyczne
Ludwik Anioł Pitou – francuski dziennikarz i piosenkarz kontrrewolucyjny. Urodzony w 1767 w Valainville, po śmierci rodziców był wychowywany przez ciotkę Magdalenę Pitou. W wieku 14 lat został przez nią posłany do seminarium. Przed przyjęciem święceń kapłańskich w 1789 roku opuścił seminarium i udał się bez grosza do Paryża, gdzie rozpoczął pracować jako dziennikarz. Sława jego wystąpień w obronie korony doprowadziła do udzielenia mu audiencji przez królową 10 czerwca 1790. Jako agent królewski kontaktował się z wandejczykami i szuanami. Schwytany uzyskał ułaskawienie przed Trybunałem Rewolucyjnym. Po upadku jakobinów (1794) zaatakował ich w Tableau de Paris en Vaudeville. Za czasów Dyrektoriatu śpiewał na ulicach piosenki rojalistyczne. Po zamachu 18 Fructidora (4 września 1797) został aresztowany, skazany i zesłany do Gujany, skąd wrócił po ułaskawieniu w 1801 roku. Za Restauracji piastował urząd bibliotekarza królewskiego. Zmarł w 1846 roku. Dumas posługuje się jego życiorysem dość swobodnie.
Jean-Paul Marat – jeden z przywódców rewolucji
Jacques de Flesselles – mer Paryża
Bernard René de Launay – ostatni komendant Bastylii
Jacques Necker – pierwszy minister króla francuskiego w latach 1789-1790
Madame de Staël – córka Neckera, powieściopisarka, erudytka i publicystka francuska
Ludwik XVI – król Francji
Maria Antonina – królowa Francji
La Fayette – polityk i wojskowy francuski, sławny z racji udziału w amerykańskiej wojnie o niepodległość
Joseph François Foullon – minister finansów Francji od 12 do 22 lipca 1789
Louis Bénigne François Bertier de Sauvigny – intendent podatkowy Paryża w latach 1776-1789

## Fabuła

### Młode lata Anioła
Na początku trzeciego tomu cyklu Dumas powraca do Anioła Pitou, u którego matki, Magdaleny, pod koniec pierwszego tomu, Honoriusz Gilbert zostawił na wychowanie swego małego syna. W dwunastym roku życia po śmierci matki Anioł zostaje sierotą. Znowu zjawia się w Haramont Honoriusz Gilbert, teraz już doktor Gilbert, i przekazuje chłopca pod opiekę jego ciotki Anieli, mieszkającej w Villers Cotterêts. Skąpą matkę chrzestną Anioła, doktor przekonuje do wzięcia go pod opiekę obietnicą dwustu ludwików rocznie na utrzymanie i wyuczenie chłopca zawodu. Ciotka zwleka z oddaniem Anioła do terminu, a chłopiec buja po lasach, polując na króliki i ptactwo. Ostatecznie przyciśnięta przez doktora Gilberta ciotka z oszczędności umieszcza chłopca w szkole przykościelnej z zamiarem wykierowania go na księdza. Odtąd młody Anioł dzieli czas pomiędzy naukę a polowania, do czasu gdy pozna śliczną i przychylną mu Katarzynę Billot.

### Trzy dni z życia młodzieńca
Akcja powieści rozpoczyna się 9 lipca 1789, w dniu, w którym siedemnastoletni Anioł ze względu na brak postępów w nauce zostaje wydalony ze szkoły. Zrozpaczona z powodu ruiny swoich marzeń ciotka wyrzuca go z domu. Przyjazną rękę podaje mu wówczas Katarzyna, która proponuje młodzieńcowi pracę u ojca, dzierżawcy majątku doktora Gilberta. Anioł rozpoczyna pracę jako pastuch, dzięki wstawiennictwu Katarzyny i znajomości czterech działań matematycznych zostaje następnego dnia rachmistrzem. Zachwycony zdolnościami chłopaka gospodarz poleca mu kolejnego dnia rano odczytanie na spotkaniu w stodole fragmentu nielegalnej broszury doktora Gilberta o wolności ludu. Żona i córka Billota obawiają się, że lektura sprowadzi kłopoty. Jakoż nazajutrz w gospodarstwie Billotów zjawia się agent tajnej policji w towarzystwie dwóch policjantów. Domownikom wydaje się, że szukają broszury, kiedy więc związują Anioła za jej posiadanie, Katarzyna pomaga mu się uwolnić z więzów, a chłopak ucieka. Policjanci, którzy w międzyczasie znaleźli sekretną skrzynkę doktora Gilberta rzucają się w pogoń za Aniołem. Billot odkrywszy stratę udaje się konno do Paryża, by ostrzec o kradzieży doktora. Na drodze do Paryża spotyka Anioła. Pod wieczór obydwaj docierają do, otoczonej austriackimi wojskami, stolicy. 

### Pierwsze dni rewolucji
Po przybyciu do stolicy wieczorem 12 lipca podróżni przyłączają się do manifestacji wyrażającej poparcie dla zwolnionego ze służby ministra Neckera i kuzyna królewskiego Ludwika Orleańskiego. Przed Palais Royal przed masakrą ze strony austriackich dragonów ratuje manifestantów Gwardia Narodowa. Do kolejnego starcia z dragonami dochodzi w Tuilieriach. O świcie Billot i Anioł docierają do kolegium Ludwika Wielkiego, w którym uczy się syn doktora Gilberta. Z ust młodego Sebastiana dowiadują się, że jego ojciec został wtrącony do Bastylii. Billot obiecuje go uwolnić. Na czele dziesięciu tysięcy ludu przybywa pod więzienie, gdzie w pobliskim ratuszu zaopatruje zgromadzonych w proch. Na placu zjawia się Marat z dwudziestoma tysiącami uzbrojonych w broń z Hotelu Inwalidów. Billot negocjuje z komendantem twierdzy de Launayem. Po niepowodzeniu negocjacji, pod ogniem armatnim, atakuje na czele tłumu bramę więzienia. Udaje im się sforsować most zwodzony i wedrzeć się na dziedziniec. Bastylia zostaje zdobyta. Rozwścieczony tłum morduje komendanta de Launaya i burmistrza de Flessellesa, który z nim spiskował. Billot odnajduje w jednej z cel Gilberta. 
Od zdymisjonowanego ministra Neckera Gilbert dowiaduje się, że został aresztowany na prośbę hrabiny de Charny. Zaopatrzony w list polecający do króla, Gilbert doprowadza do konfrontacji z hrabiną przed królem. Pod wpływem hipnozy hrabina wyznaje, że to ona wystąpiła o aresztowanie Gilberta i zleciła kradzież szkatułki. Gilbert przez sługę królewskiego odzyskuje szkatułkę i zostaje lekarzem królewskim. Królowa chce rzucić wojsko na Paryż, ale król nie jest do tego przekonany. W Wersalu zjawia się hrabia de Charny, kochanek królowej, który po raz pierwszy krytykuje postawę Marii Antoniny i dostrzega, ku zazdrości królowej, urodę swej żony, z którą żyje w separacji. Królowa dowiaduje się od Andrei o krzywdzie jaką wyrządził jej przed laty Gilbert i próbuje się go pozbyć. Doktor objawia przed nią swą niezwykłą siłę magnetyczną i nakłania ją do uznania go za przyjaciela. Podczas wspólnej z królem i królową narady namawia króla, by udał się do Paryża jako przebaczający ojciec i król już nie absolutny lecz konstytucyjny. Królowej udaje się wymóc na małżonku jednodniową zwłokę. Gilbert ostrzega, że pozbawi to króla chwały podjęcia własnej inicjatywy, gdyż jutro przyjdzie po niego dwadzieścia tysięcy Gwardii Narodowej. 
Następnego ranka królowa bardzo obawia się o bezpieczeństwo króla. Przy śniadaniu w Wersalu zjawia się dziesięć tysięcy Gwardii Narodowej. Król fetowany przez lud udaje się stępa do Paryża. Na placu Ludwika XV wita go La Fayette, Ludwik XVI przyjmuje trójkolorową kokardę, emblemat zrewoltowanego Paryża i spotyka się z władzami stolicy w ratuszu. Tymczasem w Wersalu Andrea ku rozpaczy królowej coraz bardziej zbliża się z mężem. Król zadowolony bezpiecznie powraca do pałacu. 22 lipca rozwścieczony tłum morduje bestialsko ministra finansów Foullona i jego zięcia Bertiera de Sauvigny. Billot wstrząśnięty masakrami postanawia wrócić do domu. Gilbert przekonuje go, że masakra była wynikiem knowań i łapówek premiera Anglii, wroga Francuzów i nakłania go, by z nim został i pomógł mu dbać o czystość rewolucji. Do Villers wraca więc tylko Pitou.  

### Kolejne miesiące
Mijają miesiące. Król walczy o prawo veta i traci popularność wśród ludu. Królowa swoją zazdrością o Andreę wzbudza zainteresowanie hrabiego de Charny swą żoną, a szykanowaniem kochanka wzbudza u Andrei współczucie dla męża. Gilbert doradza królowi w Wersalu i pracuje z Neckerem w stolicy nad uzdrowieniem sytuacji gospodarczej państwa. 1 października przybywa do pałacu królewskiego pułk flandryjski. Królowa wydaje na cześć wiernych żołnierzy ucztę. Entuzjazm wojaków budzi w niej nadzieję na możliwość oparcia na wiernym wojsku kontrrewolucji. Tymczasem Paryż głoduje. Uczta dla żołnierzy wzbudza oburzenie. Głodne kobiety 5 października w akcie desperacji próbują podpalić ratusz i powiesić jednego z bohaterów zdobycia Bastylii, Maillarda, który się im przeciwstawia. Ostatecznie udaje mu się przekonać kilkutysięczny tłum do marszu na Wersal, który, objadając się do przesytu, jest przyczyną ich głodu. W ślad za nimi wyrusza oddział mężczyzn pod przewodem La Fayette'a.  
Pod bramę Wersalu przybywa delegacja kobiet. Dochodzi do starcia z gwardią przyboczną, które przybywający z polowania król, Ludwik XVI, podpisuje Deklarację Praw Człowieka i Obywatela oraz rozkaz zaopatrzenia Paryża w żywność. Demonstranci odchodzą. La Fayette zapewnia króla, że jest w Wersalu bezpieczny. W nocy zjawia się pod pałacem trzecia grupa pod przewodem Marata i Verriére'a i zaczyna rabować pałac. W obronie rodziny królewskiej stają żołnierze gwardii przybocznej pod dowództwem Oliwera de Charny. Walka trwa ponad godzinę. Sytuacja oblężonych staje się coraz bardziej rozpaczliwa. Na szczęście dla króla i królowej przybywa La Fayette z odsieczą. Król wychodzi na balkon, by uspokoić wzburzenie tłumu. Po czym za radą La Fayette'a rodzina królewska udaje się pod eskortą do Paryża. Wśród poległych w obronie rodziny królewskiej Oliwer de Charny odnajduje swego brata Jerzego.  

### Powrót Pitou do Villers
Ludwik Anioł Pitou i Sebastian Gilbert wracają do Villers. Pitou zostawia młodego Gilberta na pensji ojca Fortier. Kiedy próbuje odwiedzić ciotkę Anielę, ta po raz drugi wypędza go z domu. Przekazuje paniom Billot polecenie pana Billot, by majątkiem zarządzała pod jego nieobecność córka Katarzyna. Katarzyna, której serce zajęte jest hrabią Izydorem de Charny, nie chce jednak dać pracy we swym gospodarstwie Ludwikowi Pitou. Śledząc Katarzynę Ludwik jest świadkiem jej spotkania z kochankiem. Rozczarowany Pitou powraca do rodzinnego Haramont, gdzie wynajmuje pokój i ma rewolucyjną przemowę do mieszkańców wioski. Słuchacze postanawiają utworzyć gwardię narodową Haramontu. Ludwik informuje konspiratorów, że w Villers znajduje się broń zdeponowana w domu ojca Fortier. Ksiądz odmawia jednak wydania strzelb. Pitou wysyła więc list do Paryża z prośbą o wydanie rozkazu rozdysponowania nadwyżek broni na prowincji. Po kilku dniach otrzymuje rozkaz ministra wojny generała La Fayette'a wydania nadwyżek broni dowódcom lokalnych gwardii narodowych i mianujący Ludwika Pitou dowódcą gwardii w Villers. Ulegając rozkazowi ksiądz Fortier wydaje broń, a zdesperowany Pitou po nocach uczy się musztry u starego weterana, Clouisa, aby następnie uczyć swych gwardzistów. Zakochany Pitou nadaremnie stara się zainteresować sobą Katarzynę. Tymczasem Izydor de Charny wyznacza dziewczynie schadzkę w lesie. Żegna się z nią. Na wieść o śmierci brata Jerzego, musi udać się do Paryża. Po jego odjeździe Katarzyna mdleje. Przechodzący drogą Pitou natyka się na jej martwe ciało. 